# I Иллирийский легион
I Иллирийский легион (лат. Legio I Illyricorum) — один из легионов поздней Римской империи.
Вероятно, легион был создан около 272/273 года императором Аврелианом незадолго до его кампании против пальмирской царицы Зенобии. Само название свидетельствует, что легион был набран в Иллирике. После успешного завершения кампании легион стал лагерем рядом с Пальмирой. Его задачей было не только предотвращение дальнейших восстаний, но и отражение вторжений кочевых племён.
В правление Диоклетиана легион охранял Strata Diocletiana и стал лагерем во вновь отстроенной Пальмире. Около 300 года под руководством презида провинции Сирия Финикийская Соссиана Гиерокла легионеры возвели новый военный лагерь и городские оборонительные сооружения. Вексилляция I Иллирийского легиона принимала участие в строительстве дорог и фортов в Каменистой Аравии. Другая вексилляция под начальством препозита Викторина была переведена при Лицинии в Египет в 315/316 году и стала лагерем в Копте. В 321 году она была переброшена в Сиену. Легион ещё стоял у Пальмиры под начальством дукса Финикии, когда составлялась Notitia Dignitatum.